# Миливоје Витакић
Миливоје Витакић (Чачак, 16. мај 1977) је бивши српски фудбалер. Играо је у одбрани.

## Клупска каријера
Каријеру је почео у Борцу из Чачка за који је од 1994. до 1996. године одиграо 46 лигашких мечева уз један погодак, затим је у сезони 1997/98. наступао у дресу Чукаричког на 24 утакмице и скренуо пажњу на себе, па је у летњем прелазном року 1998. године прешао у Црвену звезду.
Већ у првој сезони са црвено-белима је стигао до трофеја у Купу, када је у шест мечева постигао један гол у победи против Железника у осмини финала (7:1). Наступао је и у Купу УЕФА на сусретима против Колхетија, Ротора, Меца и Лиона. У сезони 1998/99. укупно је забележио 26 утакмица и једном затресао мрежу на поменутој утакмици у купу.
Титула је враћена на Маракану 2000. године под вођством Славољуба Муслина, а Витакић је у шампионату играо на 19 мечева и на још три у освајању купа. У финалу против Напретка (4:0) ушао је у игру са клупе заменивши Ивана Гвозденовића. У шампионату 2000/01. забележио је 20 мечева и са црвено-белима одбранио титулу. Улазио је са клупе на све четири утакмице у Купу УЕФА против Лестера и Селте, а укупно је те сезоне одиграо 30 такмичарских сусрета, што му је лични рекорд у црвено-белом дресу.
Ни сезона 2001/02. није прошла без трофеја за Витакића, јер је Звезда освојила Куп тријумфом у финалу против Сартида од 1:0, а Миливоје је играо у два меча у најмасовнијем такмичењу. На терену је био када је било најважније у полуфиналу против Војводине и финалу против Смедереваца. Први пут је без трофеја остао у сезони 2002/03, када су црвено-бели слабо одиграли у домаћим такмичењима, али је био стандардан у пролећном делу са 15 мечева у првенству.
Од црвено-белог дреса опростио се дуплом круном у сезони 2003/04, када је одиграо укупно 26 утакмица у свим такмичењима и постигао један гол. Био је стандардан члан дефанзивног бедема Црвене звезде, који су поред њега чинили Немања Видић и Милан Дудић уз Владимира Дишљенковића на голу. У чувеној Муслиновој формацији 3-5-2, Звезда је у шампионату 2003/04. примила само 13 голова у 30 утакмица, што је до данас рекорд клуба у једној сезони. Уз све то Витакић је у дербијима против Партизана имао изузетно позитиван скор, јер је у то време Звезда врло ретко губила у окршајима са вечитим ривалом.
Каријеру је наставио у француском Лилу, за који је од 2004. до 2007. године одиграо 44 лигашка меча и једне сезоне био вицешампион. Најстандарднији је био у сезони 2004/05, када је одиграо 26 утакмица у првенству Француске. Касније је наступао и за Гренобл од 2007. до 2010. и у 78 мечева једном погодио мрежу. У овом клубу је и окачио копачке о клин.

## Репрезентација
Два пута је носио дрес репрезентације Србије и Црне Горе. Дебитовао је 28. априла 2004. против Северне Ирске (1:1) у Белфасту, а други, уједно и последњи меч одиграо је у Београду против Сан Марина 13. октобра 2004. године у победи од 5:0.

## Трофеји

### Црвена звезда
- Првенство СР Југославије (2) : 1999/00, 2000/01.
- Првенство Србије и Црне Горе (1) : 2003/04.
- Куп СР Југославије (3) : 1998/99, 1999/00, 2001/02.
- Куп Србије и Црне Горе (1) : 2003/04.